# Seznam limburških grofov in vojvod

## Grofje in vojvode nad deželo Limburg (območje okoli današnjega Limburga, ki se nahaja ob reki Vesdre)
Limburški grofje  so vladali srednjeveški grofiji z glavnim mestom Limburg-sur-Vesdre , ki leži med Liègeom in Aachnom. Postali so pomembni, ko je bil eden od njih imenovan za vojvodo Spodnje Lotaringije . Čeprav je bila Lotaringija pozneje zaplenjena, je vojvodski naslov obdržal v družini, ga prenesel na grofijo Limburg, kar je na koncu potrdil cesar Svetega rimskega cesarstva. Nato so bili vojvode Limburške  ena od več linij dedičev, ki so zahtevali naslov starega vojvode Spodnje Lotaringije. Njihov naslov so sčasoma podedovali njihovi tekmeci, vojvode Brabantski, in postal je del velike zbirke naslovov Burgundske Nizozemske , ki je sčasoma prešla na Habsburžane.
Po okupaciji leta 1794 s strani Francozov je bilo staro avstrijsko vojvodstvo Limburg razpuščeno, največji del pa je bil vključen v departma Ourthe, (ki je postal provinca Liège). Le majhen severni del je pripadal departmaju Spodnja Meusa in s tem kasnejša provinci Limburg . Naziv "vojvoda Limburg" je bil kljub temu oživljen po ustanovitvi novega Vojvodstva Limburg kot rezultat Londonske pogodbe leta 1839. Po tej pogodbi je bila nova vojvodina (brez mest Maastricht in Venlo) priključena Nemški zvezi . Po razpadu te konfederacije leta 1866 je Limburg kot vojvodina prenehal obstajati in postal provinca Kraljevine Nizozemske.

## Grofje Limburški (1065–1119)

### Rodbina Ardenskih
- 1064–1078:[1] Udo Limburški (pridobil Limburg preko svoje žene Judite, hčerke Friderika, vojvode Spodnje Lotaringije)
- 1078–1118: Henrik I.

## Vojvode Limburški (1119–1794)

### Rodbina Ardenskih
- 1119–1139:[2] Walram II. Pagan Limburški (sin, imel tudi naslov vojvoda, ki ga je dobil njegov oče kot vladar Spodnje Lotaringije)[3]
- 1139–1170: Henrik II. (sin, tudi grof Arlonski)[3]
- 1170–1221: Henrik III. (sin, tudi grof Arlonski)[3]
- 1221–1226: Walran III. (sin, tudi grof Arlonski in gospod Monschauski)[3]
- 1226–1247: Henrik IV. (sin, tudi grof Berški in  gospod Monschauski)[3]
- 1247–1279: Walran IV. (sin){{}}
- 1279–1283: Irmgard (hči, poročena z Reinald I. vojvoda Gelderski)[3]

Vojvodstvo Limburg je leta 1288 pridobil  vojvoda Brabantski z zmago v  bitki pri Worringenu.

### Rodbina Leuvenskih
- 1288–1294: Janez I. (tudi vojvoda Brabantski in vojvoda Lotarinški)
- 1294–1312: Janez II. (sin, tudi vojvoda Brabantski in vojvoda Lotarinški)
- 1312–1355: Janez III. (sin, tudi vojvoda Brabantski in vojvoda Lotarinški)
- 1355–1406: Ivana vojvodinja Brabantska (hči, poročena)

### Rodbina Valoijcev
- 1404–1415: Anton (pranečak)[4]
- 1415–1426: Janez IV. (sin)[4]
- 1427–1430: Filip I. imenovan tudi  Filip iz Saint Pola - (brat)[4]
- 1430–1467: Filip II. imenovan tudi  Filip Dobri (stric)[4]
- 1467–1477: Karel I. imenovan tudi  Karel Drzni  (sin)[4]
- 1477–1482: Marija (hči, poročen z  Maksimilijan I. Habsburški, regent od 1482 dol 1494)[4]

## Habsburžani
- Maksimilijan (regent, 1482 - 1494)
- Filip III. (1494 - 1506)
- Karel II. (1506 - 1555)
- Filip IV. (1555 - 1598)